# النسويات والحرب الأهلية الإسبانية

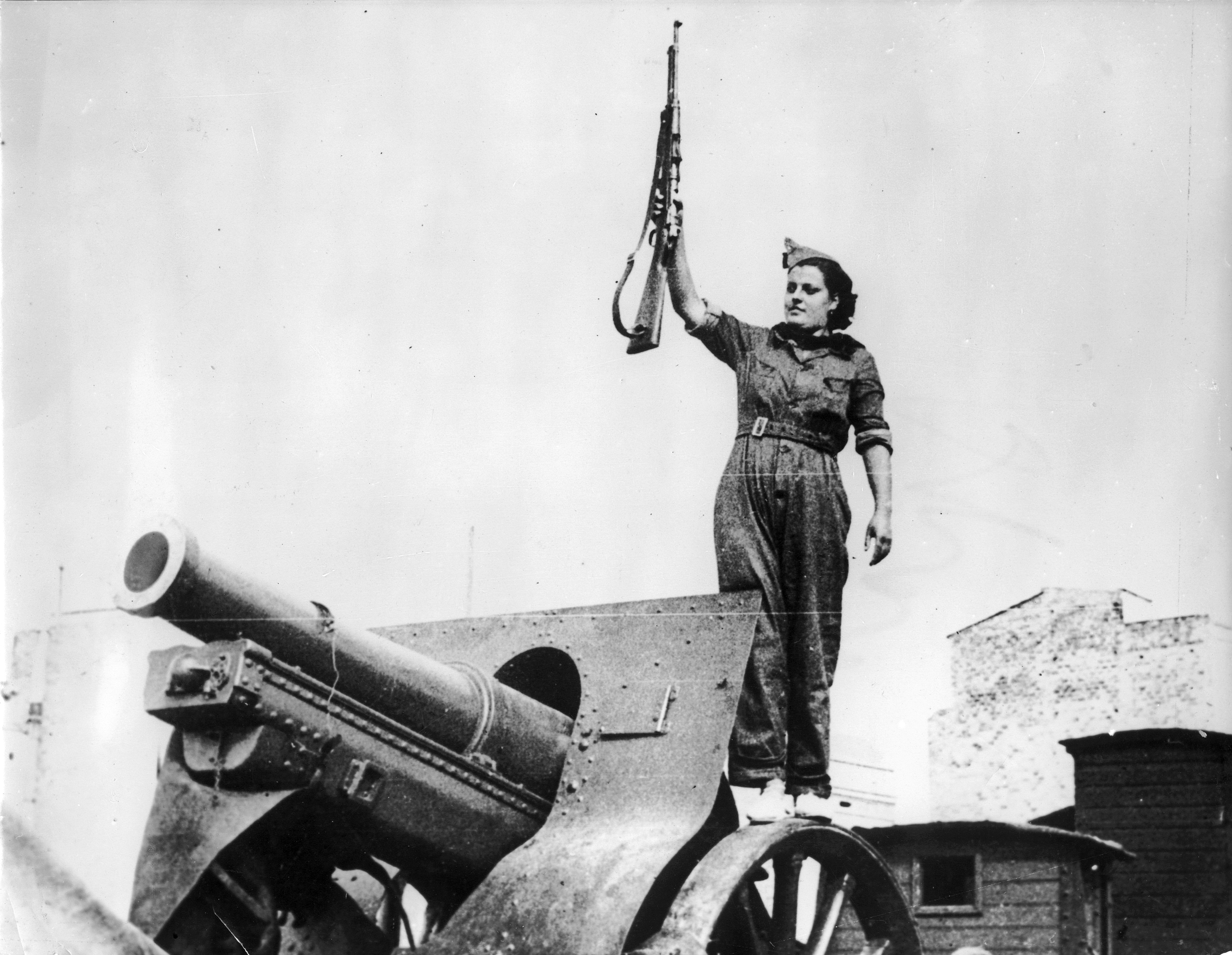
إمرأة تحمل بندقية قرب الكنيسة أثناء الحرب الإسبانية الأهلية في برشلونة عام 1936.

شاركت النسويات في الحرب الأهلية الإسبانية، على الرغم من أن الظروف الكامنة وراء مشاركتهن كانت سابقة للجمهورية الثانية.
بدأت الحركة النسوية في إسبانيا خلال القرن التاسع عشر، بهدف تأمين حقوق المرأة والسعي لتحقيق أكثر مما تتوقعه المرأة من مكانها في المنزل. بدعم من عدد من الكتاب الإسبان، كانت النسوية الإسبانية إحدى أوائل الحركات النسوية التي أدخلت الأناركية إلى الفكر النسوي. على عكس التطورات النسوية في أماكن أخرى، سعت العديد من النسويات الإسبانيات إلى تحقيق أهدافهن في هذه الفترة من خلال تعليم النساء. عندما حدث النشاط السياسي لتعزيز الأهداف النسوية والتطلعات الأكثر عمومية للجماعات، مالت النسوية الإسبانية إلى أن تكون عفويةً ما سهل رفضها من قبل الرجال. كانت مارغريتا نيلكن وماريا مارتينيز سييرا وكارمن دي بورغوس من الكاتبات المهمات في فترة ما قبل الجمهورية اللاتي أثرن في التفكير النسوي داخل إسبانيا.
أتاحت ديكتاتورية بريمو دي ريفيرا المزيد من الفرص للنساء للمشاركة السياسية، مع تعيين النساء في مجلس النواب الإسباني. ظُن بعدم نجاحهن، اتُخذت الخطوات الأولى أيضًا نحو حق المرأة في التصويت. شُجب الاستقلال الأنثوي، لا سيما ذاك الذي نُظم في مدريد حول نادي ليسيوم، من قبل أعضاء الكنيسة الكاثوليكية واعتُبر فضيحةً. استمر إبعاد النساء عن المنظمات السياسية والعمالية مثل حزب العمال الاشتراكي الإسباني والاتحاد الوطني للعمل.
كانت الحركة النسوية في فترات الجمهورية والحرب الأهلية تدور حول النضال المزدوج وتأثرت بشكل كبير بالأناركية وبفهم التطورات المجتمعية المحتملة. ومع ذلك، تعرضت زيادة تحرير المرأة للتهديد باستمرار من قبل المحاولات اليسارية لمنع خصومهم من الاستيلاء على السلطة. ضاعت معظم الإنجازات المكتسبة، بما في ذلك الحق في التصويت والزواج المدني والإجهاض والوصول إلى وسائل منع الحمل، قبل سقوط الجمهورية الثانية. كانت كلارا كامبوامور رودريغيز أهم مؤيدة لحق المرأة في التصويت في هذه الفترة.
خلال الحرب الأهلية، غالبًا ما اتخذت النسوية اليسارية السائدة نهجًا فرديًا لمعالجة عدم المساواة، وخاضت معاركًا حول ما ينبغي أن يكون الاستقلال شخصي أم سياسي. أصبحت منظمة النساء الأحرار، التي أسستها لوسيا سانشيز سارونيل ومرسيديس كومابوسادا وأمبارو بوش إي غاسكون في مايو 1936، إحدى أهم المنظمات للنسويات. حصلت دولوريس إيبوري على لقب لا باسيوناريا لأنها سافرت عبر البلاد للتحدث ضد قوى فرانكو، ما جعلها إحدى أكثر الأصوات النسوية سطوعًا وأهمية.
فاز فرانشيسكو فرانكو وقواته بالحرب الأهلية في عام 1939. اختفت الحركة النسوية السائدة في وقت لاحق من الخطاب العام، واستبدلت إلى حد كبير على مستوى شعبي وبشكل قمعي من قبل النسوية التي ترعاها الدولة والتي لم تكن أكثر من داعمة للأدوار الجندرية التقليدية في إسبانيا التي حرمت المرأة من الاستقلال الشخصي والسياسي. عادت الأعراف الجندرية التقليدية بالقوة. نشأت الكتابة النسوية المسموح بها في فترة ما بعد الحرب إلى حد كبير من أعمال النساء الأرستقراطيات مثل ماريا لافيت وكونتيسة كامبو ألاناجا وليلي ألفاريز. هُربت أعمال النسويات الجمهوريات في فترة ما قبل الحرب مثل روزا شاسيل وماريا زامبرانو، اللتين واصلتا الكتابة في المنفى، إلى إسبانيا. نتيجة لذلك، نُسيت المساهمات التي قدمتها النساء والنسويات خلال الحرب الأهلية إلى حد كبير.

## مقدمة للجمهورية الثانية (1800-1922)
خلال القرن التاسع عشر، كانت تيريزا كلارامونت وتيريزا ماني، من أهم النساء المدافعات عن حقوق المرأة في إسبانيا وكلاهما من الحركة الأناركية. أسست أنجيلس لوبيز دي أيالا إي موليرو الجمعية النسائي التقدمية عام 1898، وهي إحدى أوائل المنظمات النسوية في إسبانيا جنبًا إلى جنب مع الجمعية المستقلة لنساء برشلونة التي أسستها عام 1892. ارتكزت تلك المنظمات على الأفكار التي طورتها النسويات في أمريكا الشمالية، فولتيرين دو كلير وإيما غولدمان. كانت النساء الإسبانيات من أوائل من أدخلن الأناركية في الفكر النسوي.
اختلفت الحركة النسوية في إسبانيا في الفترة ما بين 1900 و1930 عن الحركات المماثلة في المملكة المتحدة والولايات المتحدة. تميل النسوية الإسبانية إلى أن تأتي من منظور ليبرالي أو يساري. كان من بين المفكرات النسويات الإسبانيات في هذه الفترة الاشتراكية المتشددة ماريا كامبريلس، التي نشرت كتاب الحركة النسوية الاشتراكية. وكان من بينهم أيضًا كلارا كامبوامور وفيرجينيا غونزاليس وكارمن دي بورغوس. كانت المحامية ومصلحة السجون كونسبسيون أرينال من أبرز الناشطات النسويات في فترة ما قبل الجمهورية. كانت تعتقد أنه من المهم للمرأة أن تكافح في الحياة أكثر مما يمكن العثور عليه في حدود المنزل.
بدأت الحركة النسوية في الظهور عام 1915، عندما بدأت الرابطة الوطنية للنساء الإسبانيات في العمل معًا لتلبية احتياجات المرأة. تميزت الحركة النسائية المبكرة في الرابطة الوطنية للنساء الإسبانيات بميولها اليمينية، نتيجة ارتباطها بالطبقات العليا في إسبانيا.
تأسست منظمة القسم المتنوا للعمال الأناركيين الجامعيين في ساباديل من قبل كلارامونت ونساء أخريات متشابهات في التفكير في عام 1884. بالعمل مع أتينيو أوبريروس، سعت المنظمات إلى تحرير الرجال والنساء من خلال التعليم. وقد توقفت في وقت ما قبل أواخر عام 1885.
أنشِئت نقابة العمال كمنظمة عمالية عام 1891 بواسطة كلارامونت لدعم مُثُلها النسوية، وسرعان ما نظمت اجتماعات عامة. قالت المنظمة إن المجتمع يعاقب النساء بشكل مضاعف، إذ كان من المتوقع أن يعملن خارج المنزل لإعالة الأسرة بينما يتعين عليهن في نفس الوقت تلبية جميع الاحتياجات المنزلية للأسرة. لم تكن المنظمة ناجحة بشكل خاص في أهدافها لأن العديد من النساء في القوى العاملة لم يرين حاجة للتمثيل من قبل النقابة.
شاركت بيلين ساجارا مع جمعية النساء المستقلة في برشلونة، وهي منظمة تأسست حوالي عام 1891.وسعت هي وكلارامونت إلى إنشاء جمعية التفكير الحر للمرأة. مُنعت ساغارا من القيام بذلك بعد اعتقالها في عام 1896 لكونها معادية للمسيحية وتعزز التفكير الحر.